# 四風宮

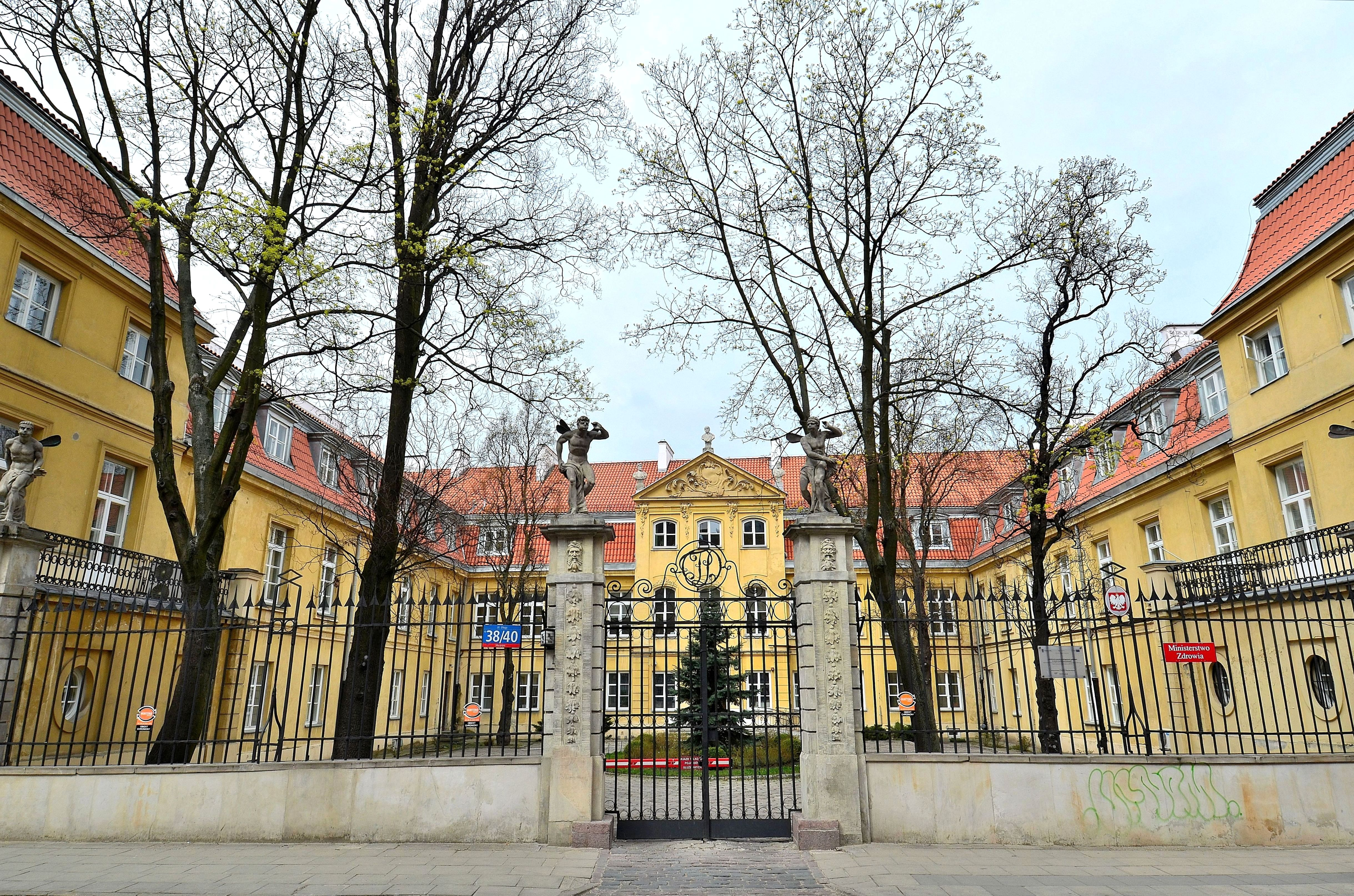
四風宮

四風宮（波蘭語：Pałac Pod Czterema Wiatrami），又稱特佩宮（Tepper Palace），是位於波蘭首都華沙的一座洛可可式宮殿建築。這座建築大約修建於1680年，很有可能是由Tylman van Gameren設計。1944年，德國人在鎮壓華沙起義後故意燒毀了這座宮殿。

## 外部連結
- （波兰語） www.warszawa1939.pl（页面存档备份，存于）
- （波兰語） fotohistoria.pl[永久] Picture shortly after the war.

52°14′50″N 21°0′14″E / 52.24722°N 21.00389°E